# Bathyphlebia
Genre
Bathyphlebia est un genre de lépidoptères (papillons)  appartenant à la famille des Saturniidae, à la sous-famille des Ceratocampinae.

## Espèces
Selon Catalogue of Life (17 janvier 2023) :
- Bathyphlebia aglia Felder, C. & Felder, R., 1874
- Bathyphlebia aglioides Naumann, Brosch & Wenczel, 2009
- Bathyphlebia eminens Dognin, 1891
- Bathyphlebia eminentoides Brechlin & Meister, 2009
- Bathyphlebia flavior Oiticica Filho & Michener, 1950
- Bathyphlebia johnsoni Oiticica Filho & Michener, 1950
- Bathyphlebia rufescens Oiticica Filho & Michener, 1950